# Onosma erectum
Onosma erectum är en strävbladig växtart. Onosma erectum ingår i släktet Onosma och familjen strävbladiga växter.

## Underarter
Arten delas in i följande underarter:
- O. e. erectum
- O. e. malickyi